# El Mas de la Riera
El Mas de la Riera és una obra de Pontons (Alt Penedès) inclosa a l'Inventari del Patrimoni Arquitectònic de Catalunya.

## Descripció
Masia composta de planta baixa, pis i golfes, amb coberta a dues vessants, amb portal d'entrada d'arc de mig punt adovellat i finestres de petites dimensions. Torre annexa de planta quadrangular, formada per carreus petits i irregulars, disposats en fileres horitzontals. Baluard. Edificis agrícoles propers.

## Història
Segons els habitants, es conserven documents que parlen de la masia des del segle xv. Per la tipologia de la torre, segurament el orígens de la masia són més antics.